# Antoni Danysz
Antoni Danysz (ur. 16 stycznia 1853 w Poznaniu, zm. 17 grudnia 1925 tamże) – polski historyk kultury, teoretyk wychowania, profesor Uniwersytetu Poznańskiego.

## Życiorys
Był synem Ignacego (urzędnika ziemskiego, kapitana w powstaniu listopadowym) i Pauliny z domu Rahfeld. Miał trójkę rodzeństwa - Anastazja i Anna Danysz prowadziły wyższą szkołę żeńską pp. Danysz w Poznaniu, a Michalina wyszła za mąż za Stanisława Motty'ego, wielkopolskiego działacza społecznego, współzałożyciela Poznańskiego Towarzystwa Przyjaciół Nauk. Antoni Danysz uczęszczał do Gimnazjum Marii Magdaleny w Poznaniu, a po jego ukończeniu (1871) podjął studia z dziedziny historii literatury na Uniwersytecie Wrocławskim (do 1872); przeniósł się następnie na uniwersytet w Lipsku, gdzie w latach 1872–1876 zgłębiał historię, slawistykę, filologię klasyczną oraz językoznawstwo indoeuropejskie. Obronił w Lipsku pracę doktorską De scriptorum inprimis poetarum Romanorum studiis Catullianis (1876). Po studiach pracował jako nauczyciel języków klasycznych w Gimnazjum Państwowym w Nakle nad Notecią, gimnazjach w Poznaniu i Bydgoszczy (1878–1882), w gimnazjum niemieckim w Międzyrzeczu (1882–1885, utracił posadę za postawę narodową), w szkołach w Rinteln i Nysie (1885–1892), gimnazjum św. Anny w Krakowie (1892–1895). W 1895 obronił pracę habilitacyjną Reforma nauki języków nowożytnych a początkowa nauka języka niemieckiego w szkołach średnich galicyjskich i został docentem w Katedrze Pedagogiki Uniwersytetu Lwowskiego (do 1902); wykładał dydaktykę języków nowożytnych. Był równocześnie nauczycielem języków klasycznych i języka polskiego w III gimnazjum we Lwowie. W latach 1903–1909 był dyrektorem C. K. VI Gimnazjum we Lwowie i kontynuował pracę pedagogiczną.
W 1909 przeszedł na emeryturę i prowadził naukowe badania w dziedzinie polonistyki i pedagogiki; nie przyjął w 1917 Katedry Pedagogiki na Uniwersytecie Warszawskim, ale zdecydował się na podjęcie pracy na Uniwersytecie Poznańskim dwa lata później. Został profesorem nadzwyczajnym i kierownikiem Katedry Pedagogiki, w roku akademickim 1919/1920 był prorektorem, a od 1924 profesorem honorowym. Zorganizował Seminarium i Bibliotekę Katedry Pedagogiki. W 1921 został członkiem korespondentem PAU, należał również do Poznańskiego Towarzystwa Przyjaciół Nauk (1892 członek zwyczajny). W Poznaniu mieszkał przy ul. Łukaszewicza.

## Praca naukowa
W badaniach naukowych zajmował się teorią wychowania, historią kultury i oświaty, dydaktyką, językoznawstwem. Określił teoretyczne warunki "idealnego nauczyciela" i "idealnego ucznia"; nauczyciela powinny cechować idea wewnętrznej wolności, idea życzliwości i idea społeczna, natomiast ucznia - nienaganność w nauce, prowadzeniu się i karności. Zajmował się pobytem Jana Amosa Komensky'ego w Polsce i jego związkami z Rafałem Leszczyńskim i Krzysztofem Opalińskim. Omówił pierwszy polski podręcznik pedagogiki Erazma Glicznera; przygotował wydanie traktatu Szymona Maricjusza O szkołach czyli Akademiach ksiąg dwoje z 1551 (1925). Miał opinię człowieka życzliwego dla nauczycieli, dla młodzieży serdecznego, ale zarazem surowego.

## Ordery i odznaczenia
- Krzyż Komandorski Orderu Odrodzenia Polski (7 listopada 1925)[2]

## Dorobek
Był autorem ponad 60 prac, m.in.:
- Das Gebetbuch der heiligen Hedwig (1881)
- Jan Amos Komenski. Przyczynek do jego działalności w Polsce (1898)
- Instrukcye wychowawcze Jakóba Sobieskiego (1899)
- Teorya pedagogiczna Kwintyliana (1899)
- Św. Hieronim i św. Augustyn a literatura świecka (1900)
- Jezuicki kanon lektury starożytnych autorów (1902)
- O wychowaniu (1903)
- Z praktyki szkolnej (1905)
- Maricius jako pedagog (1905)
- Erazm Gliczner jako pedagog : studyum nad pierwszą pedagogiką polską (1912)
- O kształceniu (1918)
- Studia z dziejów wychowania w Polsce (1921)